# 요나스 빈
요나스 올데르 빈(덴마크어: Jonas Older Wind, 1999년 2월 7일 ~)는 덴마크의 축구 선수로 현재 독일 분데스리가의 VfL 볼프스부르크에서 공격수로 활약 중이다.